# Вожрель
Вожрель, Вож-Рель — река в России, протекает по Прилузскому району Республики Коми. Устье реки находится в 19 км по правому берегу реки Ловля. Длина реки составляет 10 км.
Исток реки в лесном массиве на Северных Увалах в 8 км к северо-западу от деревни Ловля. Река течёт на юго-запад, всё течение проходит по ненаселённому холмистому лесному массиву. Впадает в Ловлю в 6 км к северо-западу от деревни Ловля. Ширина реки не превышает 10 м.

## Данные водного реестра
По данным государственного водного реестра России и геоинформационной системы водохозяйственного районирования территории РФ, подготовленной Федеральным агентством водных ресурсов:
- Бассейновый округ — Двинско-Печорский
- Речной бассейн — Северная Двина
- Речной подбассейн — Малая Северная Двина
- Водохозяйственный участок — Юг
- Код водного объекта — 03020100212103000012020